# Vito Vittorio Lenoci
Vito Vittorio detto Titino Lenoci (Bari, 15 novembre 1934 – 19 giugno 1978) è stato un politico italiano.

## Biografia
Figlio del deputato socialista Stefano Lenoci, aderì anche lui fin da giovanissimo al Partito Socialista Italiano e fece parte della corrente di Francesco De Martino. 
Venne eletto deputato per tre legislature a partire dal 1968, fu il relatore della legge sul divorzio oltre che co-artefice della riforma del diritto di famiglia. Ricoprì anche la carica di sottosegretario di Stato alla Pubblica Istruzione nei governi Rumor IV e V. Morì all'età di 43 anni, da parlamentare in carica; alla sua morte fu sostituito alla Camera da Angelo Ciavarella. 
Era sposato con Simonetta Lorusso, anche lei membro del comitato centrale del PSI e che poi dal 2004 al 2009 sarebbe stata assessora comunale a Bari.
Anche suo fratello minore, Claudio Lenoci, divenne poi parlamentare PSI, proprio l'anno dopo la sua morte, restando in carica per quattro legislature.